# 스페츠나츠
스페츠나츠(러시아어: Войска специального надзначения/영어: Spetsnaz)는 러시아와 독립국가연합의 특수부대를 가리키는 말이다. 주로 규모가 가장 크고 질이 가장 우수한 러시아 특수부대들을 명칭하는 말이며, 스페츠나츠도 여러 가지 그룹이 있다. 또한 스페츠나츠는 특수부대인만큼, 국가 주요시설에 주둔한다. 매년 많은 국가에서 지원자들이 오며, 입단테스트도 아주 어려운 것으로 알려져 있다.

## 역사
소련은 독소전쟁시절부터 나치 독일의 점령지에 무장한 인원들을 침투시켜 독일의 교통 및 군수정보를 빼오고, 교란시키기 위하여 특수부대를 운영했었다. 현대와 유사한 스페츠나츠는 게오르기 주코프가 1950년대에 처음 창설했다.

## 구성

### 알파 그룹
알파 그룹은 러시아의 대테러부대 중 가장 유명한 부대이다. 알파부대는 1974년 소련 시대에 창설되었으며, 오늘날에는 연방보안국 소속으로써 가장 정예병력으로 꼽히고 있다. 인원은 대략 700명으로 추산되며, 절대다수의 병력은 모스크바에 주둔하고 그 밖에 크라스노다르, 예카테린부르크, 하바로프스크 등에 주둔하고 있다. 알파 부대원들은 공수 훈련과 소화기 훈련을 받으며, 산악 행군 훈련과 폭발물 해체 훈련 역시 이수한다. 알파 부대 병력은 현대 러시아의 최신 무기를 지급받으며, 몇몇 병사들은 자신에게 맞는 맞춤용 무기를 지급받기도 한다.

### 빔펠 그룹
빔펠(Вымпел, Vympel)그룹은 과거 냉전 시절 국가보안위원회 소속 암살 및 공작 부대로 잘 알려진 바있다. 오늘날 빔펠은 대테러임무와 역공작 부대로써 활용된다. 알파와는 다르게, 빔펠 부대는 비행기 내부와 버스 내부 진입 훈련을 받으며, 다양한 환경에 적응할 수 있도록 훈련한다. 빔펠 부대원들은 18분야에 걸쳐 훈련을 받으며(무술 훈련, 장갑차 운전과 비행기 조종, 의료 훈련) 러시아의 가장 최정예 대테러 부대로써 핵발전소와 수력발전소, 공업단지 경비 등을 맡는다. 빔펠 부대는 현재 체첸 등지에서 알파 부대와 함께 근무하고 있다. 빔펠 부대는 4개의 작전 부대가 있으며 알파 부대는 5개의 작전 부대가 있다. 빔펠 부대는 정기적으로 체첸에 부대원을 보내며, 적어도 일 년에 2 ~ 3회 씩은 근무하게 된다. 빔펠 부대의 본부는 모스크바에 있으며, 군사적으로 중요한 보안 시설과 원자력 시설 등에 주둔하고 있다.

### 특수작전센터

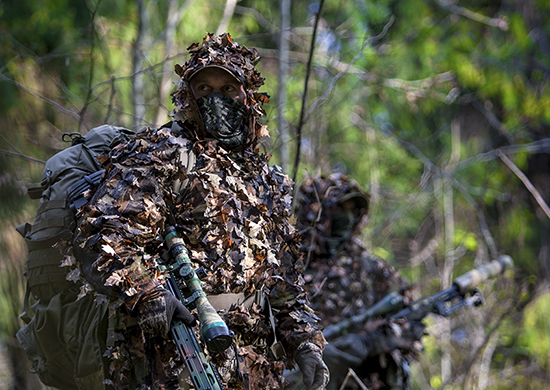
스페츠나츠 SSO 스나이퍼 대원

연방보안국 소속 특수작전센터는 러시아 연방의 헌법 질서 수호와 테러 대처를 위해 세워졌다. 특수작전센터는 세 다른 활동 부대로 구성되어 있으며, A국, V국, 그리고 특수작전부대로 알려진 부서로 구성되어 있다. 특수작전센터는 모스크바에 위치하고 있다. 특수작전센터는 조직의 규모나 구조에 대해서 거의 잘 알려져 있지 않으나, 연방보안국이 체첸에서 벌이는 특수작전에 참여하고 있으며, 정부 요인들의 경호를 담당한다고 한다.

### 지역 부대
특수작전센터 소속 특수부대와 함께, 연방보안국은 각 대도시마다 특수부대를 주둔시키고 있다. 이들 중 가장 강력한 부대로는 상트페테르부르크 주둔 부대와 니즈니노브고로드에 주둔하고 있는 부대가 꼽히고 있다.

## 연방군 소속 특수 부대
러시아군 특수부대는 러시아 연방군 부대 중 가장 정예부대로 꼽힌다. 전 세계 특수부대 중 가장 엄한 훈련을 받고 있는 것으로 알려져 있으며, 육군, 해군, 공수군 등 다양한 조직에 구성되어있다. 내무군 소속 특수부대와 마찬가지로 이름이 없으며, 보통 "(부대번호) 스페츠나츠 독립여단"과 같은 식으로 호칭된다.

## 총정보국 특수부대
스페츠나츠 GRU라고도 불리는 총정보국 특수부대는 러시아 총정보국 산하의 특수전 집단이다. 이들이 수행한 작전은 거의 잘 알려져 있지 않으나, 아프가니스탄이나 체첸 등지에서의 일부 작전 및 레바논 평화유지활동이 알려져 있다. 2010년대의 러시아 군 개혁안에 따라 정규군의 스페츠나츠 조직과 통폐합되거나 신설된 총참모부 직속 독립 스페츠나츠 부대로 옮겨가면서 역사 속으로 사라지는 줄 알았으나 신임 국방장관인 세르게이 쿠즈게토비치 쇼이구 취임 이후 부활에 대한 논의를 거쳐 총참모부 직속부대가 총정보국 산하로 옮겨가면서 2013년 다시 결성되었다.

## 같이 보기
- 시스테마